# Íjhalfélék

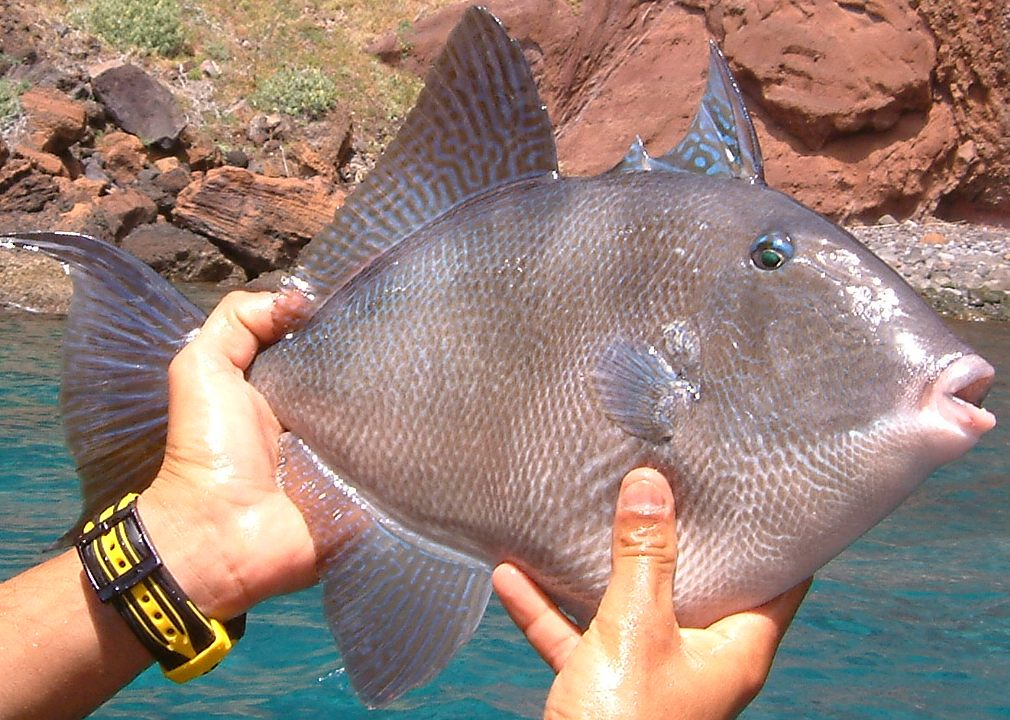
Európai íjhal (Balistes capriscus)

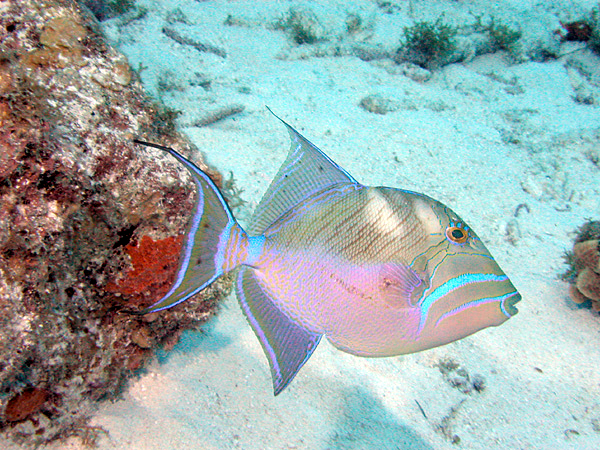
Királynő íjhal (Balistes vetula)

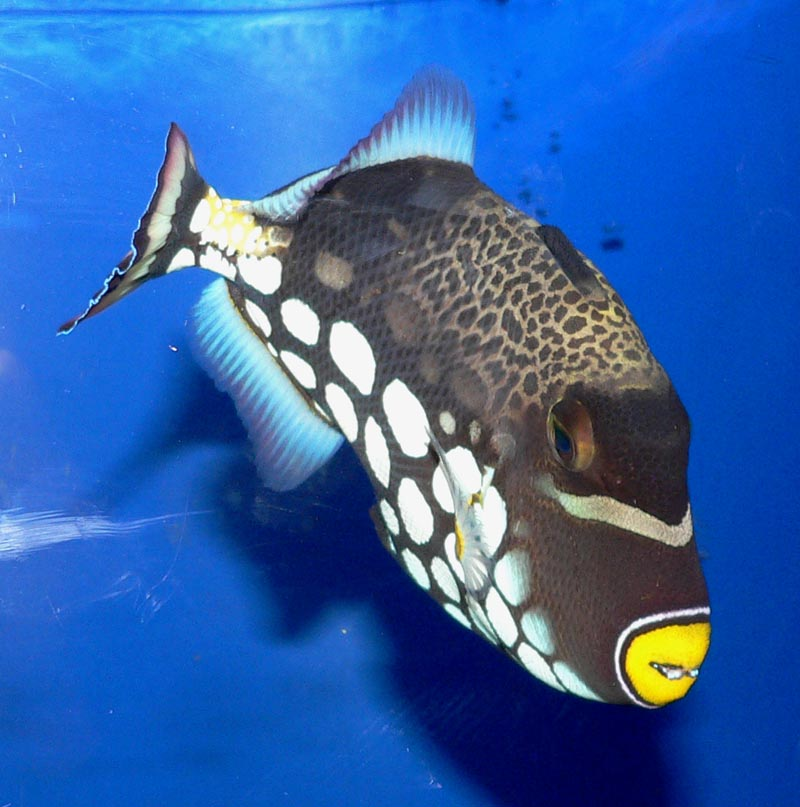
Leopárd íjhal (Balistoides conspicillum)

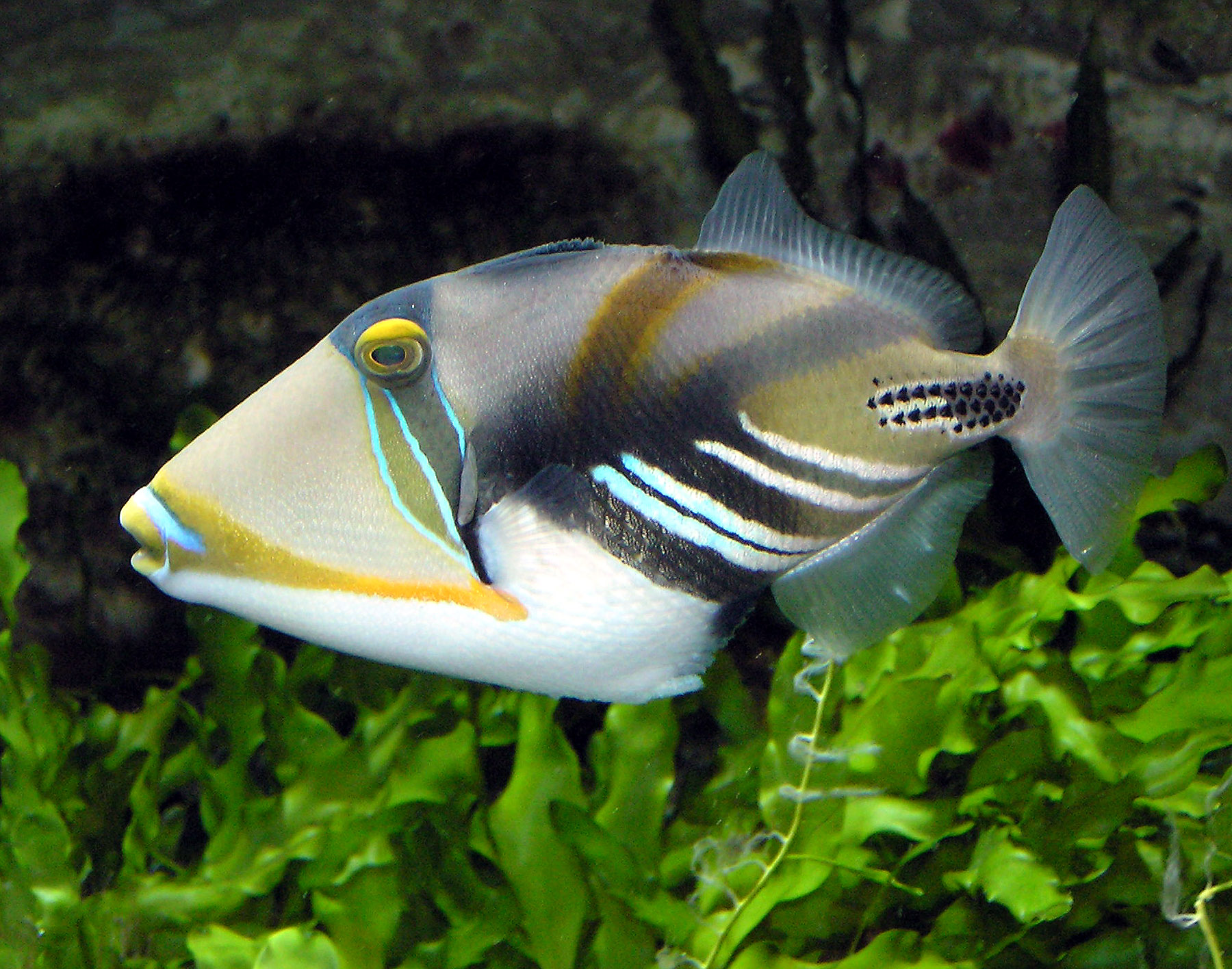
Picasso-hal (Rhinecanthus aculeatus)

Az íjhalfélék (Balistidae) a csontos halak (Osteichthyes) főosztályának sugarasúszójú halak (Actinopterygii) osztályába, ezen belül a gömbhalalakúak (Tetraodontiformes) rendjébe tartozó család.
Fésűidomú kopoltyúk, mozdulatlanul összeforrt állkapocs- és állközi csontok, kis szájnyílás és többé-kevésbé elcsontosodott bőrpáncél jellemeznek. Testük oldalt összenyomott; durva csontszemcsékkel, vagy pedig rombusz alakú pikkelyekkel fedett bőrük gyakran pompás, élénk színű a háti úszó egy, két, ritkán három sugara, míg a hasi úszó elcsenevészett vagy egészen hiányzik is. A felső állkapocsban két sor hatalmas véső alakú foggal, a külsőben nyolc, a belsőben hat; az alsó állkapocsban pedig nyolc egyforma fog található, melyekkel még a korallokat és kagylóhéjakat is képesek összerágni. Húsukat nem eszik. Körülbelül száz faja él a tengerben, kivált a forró égöv alatt; európai tengerekben csak két faj ismeretes. Balistes capriscus 20–30 cm hosszúra is megnő, kétszer olyan hosszú, mint magas; bőre tüskétlen, hamuszürke vagy barnás, kis barna-veres foltokkal tarkítva. A Középtengerben él; Néha az Adriai tengerben is található. Balistes vetula 30–40 cm-esre nő meg, sárgásbarna, tarka és háta kék. Az Indiai óceánban él, a gyöngyházkagylókban tesz nagy károkat.
Az íjhal-félék (Balistidae) családját a Balistes-nemzetség bélyegei jellemzik. Csontpáncéljuk lemezei egymás közt mozgathatók. Néhány fajon a farok tövén lévő csontlemezeken lécek vagy tüskék vannak. Csőrük felső káváján, amelyet az összeforradt felső- és közti állkapocs alkot, nagy metszőfogak vannak, mégpedig nyolc a külső, hat a belső sorban; az alsó káván, amely szintén egységes csont, nyolc áll egy sorban. Az első hátúszót csak három kemény sugár alkotja, amelyek közül a legelső a legnagyobb, s az elülső széle durva, mint a reszelő. A következő tüske elülső részén dudor van, amely az első tüske megfelelő mélyedésébe illik bele, s ez által a fölmeresztett első tövis rögzítődik és csak akkor hajtható be, ha a másodikat lefekteti. Ez a berendezés hathatós védelmi eszköz birtokába juttatta az íjhalakat. Hasúszójukból csak rövid csontdarab maradt meg, de némelyikből még ez is hiányzik. A medencecsont mozgatható és fel tudják mereszteni, s ekkor megfeszül a bőr a hasukon. Klunzinger megfigyelte, hogy ha a Balistes verrucosus L. valami sziklahasadékba menekül és onnan ki akarják húzni, tüskéit nekifeszíti a sziklának. Az íjhalak családjába kb. harminc fajt sorolnak.

## Rendszerezés
A családba az alábbi nemek és fajok tartoznak:
- Abalistes (Jordan & Seale, 1906) 
  - Abalistes stellaris

- Balistapus (Tilesius, 1820)  
  - Balistapus undulatus

- Balistes (Linnaeus, 1758) 
  - európai íjhal – (Balistes capriscus)
  - Balistes ellioti
  - Balistes polylepis
  - Balistes punctatus
  - Balistes rotundatus
  - királynő íjhal – (Balistes vetula)
  - Balistes willughbeii

- Balistoides (Fraser-Brunner, 1935) 
  - leopárd íjhal – (Balistoides conspicillum)
  - óriás íjhal – (Balistoides viridescens)

- Canthidermis (Swainson, 1839)   
  - Canthidermis maculata
  - Canthidermis macrolepis
  - Canthidermis sufflamen

- Melichthys (Swainson, 1839)
  - Melichthys indicus
  - Melichthys niger
  - Melichthys vidua

- Odonus (Gistel, 1848) 
  - vörösfogú íjhal – (Odonus niger)

- Pseudobalistes (Bleeker, 1865)   
  - Pseudobalistes flavomarginatus
  - kékcsíkú íjhal – (Pseudobalistes fuscus)
  - Pseudobalistes naufragium

- Rhinecanthus Swainson, 1839

- Sufflamen (Jordan, 1916) 
  - Sufflamen albicaudatum
  - Sufflamen bursa
  - Sufflamen chrysopterum
  - Sufflamen fraenatum
  - Sufflamen verres

- Xanthichthys (Kaup in Richardson, 1856) 
  - Xanthichthys auromarginatus
  - Xanthichthys caeruleolineatus
  - Xanthichthys lineopunctatus
  - Xanthichthys mento
  - Xanthichthys ringens

- Xenobalistes (Matsuura, 1981)  
  - Xenobalistes punctatus
  - Xenobalistes tumidipectoris